# Gewerkschaft Deutscher Kaiser
Die Gewerkschaft Deutscher Kaiser (GDK) war zu Beginn ein Steinkohlen-Bergwerk in Hamborn bei Duisburg, das sich unter Beibehaltung des Namens durch die Integration unterschiedlicher Betriebe zu einem Stahl produzierenden Großkonzern entwickelte. Dieser verteilte sich auf mehrere Standorte (Hamborn, Bruckhausen, Aldenrade,... ), deren verwaltungstechnische Zuordnungen sich aufgrund des Fortschreitens ihrer Industrialisierung ebenfalls entwickelten (Dorf (autonom), Bürgermeisterei (Verbund), Stadtteil (Integration), Stadtbezirk, Stadt) und wechselten (zu Beeck, zu Ruhrort, zu Hamborn,...). Mit diesen Veränderungen diversifizierte sich auch der Begriff GDK.

## Geschichte
1867 wurden unter dem Namen „Gewerkschaft Hamborn“ die auf dem heutigen Stadtgebiet Duisburgs befindlichen Grubenfelder „Hamborn“, „Neumühl“ und „Rhein“ verliehen. 1871 wurde das Bergwerk „Hamborn“ zu Ehren Wilhelms I. in „Deutscher Kaiser“ umbenannt.
1874 wurde mit Schacht 1 die Förderung von Steinkohle aufgenommen. Ab 1883 begann August Thyssen die Mehrheit der Kuxe der GDK aufzukaufen. Dieses Ziel erreichte er 1891. Für August Thyssen war die GDK eine der zentralen Gesellschaften seines vertikal integrierten Montankonzerns. Er baute das Bergwerk zielstrebig zu einer Hüttenzeche aus, u. a. durch Angliederung von Stahlwerken, Kokereien und Walzwerken.
Im Rahmen dieser Expansion wurden die äußeren Feldesteile durch weitere Schachtanlagen aufgeschlossen. So wurde 1888 zwischen Fahrn und Walsum (Aldenrade) mit dem Abteufen des Schachtes 2 begonnen. 1889 wurde in Bruckhausen der Schacht 3 angesetzt. Beide Schächte wurden nach dem Senkschachtverfahren niedergebracht, was insbesondere bei Schacht 2 große Probleme wegen des wasserführenden Deckgebirges bedeutete. 1890 erfolgte ein Schwimmsandeinbruch auf Schacht 2, der ein langwieriges Sümpfen notwendig machte.
1895 nahm Schacht 3 die Förderung auf. In dessen unmittelbarer Nähe wurden die weiträumigen Hüttenwerke der GDK erbaut und in Betrieb genommen. 1896 konnte dann auch die Förderung auf Schacht 2 aufgenommen werden. 1899 wurde im südlichen Feldesbereich zwischen Hamborn und Meiderich der Schacht 4 abgeteuft, der 1903 in Betrieb kam.
Nach und nach sollten nun die vier Schachtanlagen zu Doppelschachtanlagen ausgebaut werden. Hierzu wurden 1901 neben Schacht 2 der Schacht 5 und neben Schacht 1 der Schacht 6 angesetzt. Ferner wurde auf Schacht 4 und Schacht 3 jeweils eine Kokerei errichtet. Während Schacht 6 im Jahre 1906 in Betrieb ging, traten bei Schacht 5 wiederum enorme Schwierigkeiten durch das Deckgebirge auf, so dass dieser erst 1909 voll in Förderung ging. 1905 wurde neben Schacht 3 der Schacht 7 und neben Schacht 4 der Schacht 8 angesetzt. Während der erstere 1908 in Betrieb ging, wurde Schacht 8 aus investitionspolitischen Gründen gestundet.
Vor dem Ersten Weltkrieg betrieb die GDK neben den Schachtanlagen Deutscher Kaiser 1/6, 2/5, 3/7 und 4 nebst Kokereien 3/7 und 4 eine der modernsten Hütten Europas und war damit ein vollintegrierter Hüttenkonzern. 1913 produzierte die Gewerkschaft Deutscher Kaiser 839.000 Tonnen Rohstahl, 765.000 Tonnen Roheisen und hatte eine Walzkapazität von 795.000 Tonnen. Die Schachtanlagen der GDK förderten 1913 zusammen 4,2 Mio. t Kohle und erzeugten 1,4 Mio. t Koks.
1919 wurde GDK in die August-Thyssen-Hütte und die Gewerkschaft Friedrich Thyssen geteilt. Die Gewerkschaft Friedrich Thyssen benannte die Schachtanlagen um in Zeche Friedrich Thyssen. 1926 wurde die August-Thyssen-Hütte Teil der Vereinigte Stahlwerke AG.
Die Schachtanlagen wurden Mitte der 1970er Jahre stillgelegt.

Schachtanlage 1/6 im Jahre 1910
Schachtanlage 2/5 im Jahre 1908
Schachtanlage 3/7 im Jahre 1907